# Barretos
Barretos ist eine Stadt im brasilianischen Bundesstaat São Paulo. Sie hatte zum 1. Juli 2017 geschätzte 120.638 Einwohner.
Die Stadt liegt in der Nähe des Rio Pardo auf einer Höhe von 522 m. Barretos war zu verschiedenen Zeiten auch als Amaral dos Barretos, Espírito Santo de Barreto und Espírito Santo dos Barretos bekannt und erhielt 1885 Gemeindestatus.

## Geographie

### Distrikte
Die Gemeinde ist in Distrikte unterteilt:
- Barretos – Hauptdistrikt
- Alberto Moreira
- Ibitu

## Wirtschaft und Infrastruktur
In Barretos findet alljährlich mit der Festa do Peão de Barretos der größte Viehmarkt des Bundesstaates und einer der weltweit größten Rodeos statt. Im Umland werden Zitrusfrüchte und andere Nutzpflanzen angebaut. Wichtige Industrien sind die Fleischwirtschaft sowie die Herstellung von Schuhen, Möbeln und landwirtschaftlichen Geräten. Eine Linie der Eisenbahn und eine staatliche Autobahn, die SP-326, verbinden Barretos mit der 421 Kilometer entfernten Hauptstadt São Paulo im Südosten, die SP-425 mit São José do Rio Preto im Westen und Franca im Osten. Auch ein Flugplatz ist vorhanden.

## Söhne und Töchter
- Eliza Branco (1912–2001), Frauen- und Friedensaktivistin
- Mirthes Bernardes (1934–2020), bildende Künstlerin

## Religion
Das Christentum ist in der Stadt wie folgt vertreten:

### Römisch-katholische Kirche
Die römisch-katholische Gemeinde ist Teil des Bistums Barretos.

### Protestantische Kirche
In der Stadt gibt es die unterschiedlichsten evangelischen Glaubensrichtungen, hauptsächlich Pfingstler, darunter die brasilianischen Assemblies of God, die Christliche Kongregationalistische Kirche in Brasilien, und andere.